# Jackie Berube
Jacquelynn "Jackie" Berube (ur. 9 grudnia 1971) – amerykańska zapaśniczka i sztangistka. Srebrny medal na mistrzostwach świata w zapasach w 1996 roku.